# 新桥街道 (六盘水市)
新桥街道是中华人民共和国贵州省六盤水市水城区下辖的一个街道办事处。

## 行政区划
新桥街道下辖以下村级行政区划单位：
新桥社区、和欣社区、文阁社区、新业社区、白腻社区。